# Chochołów (Czarny Dunajec)

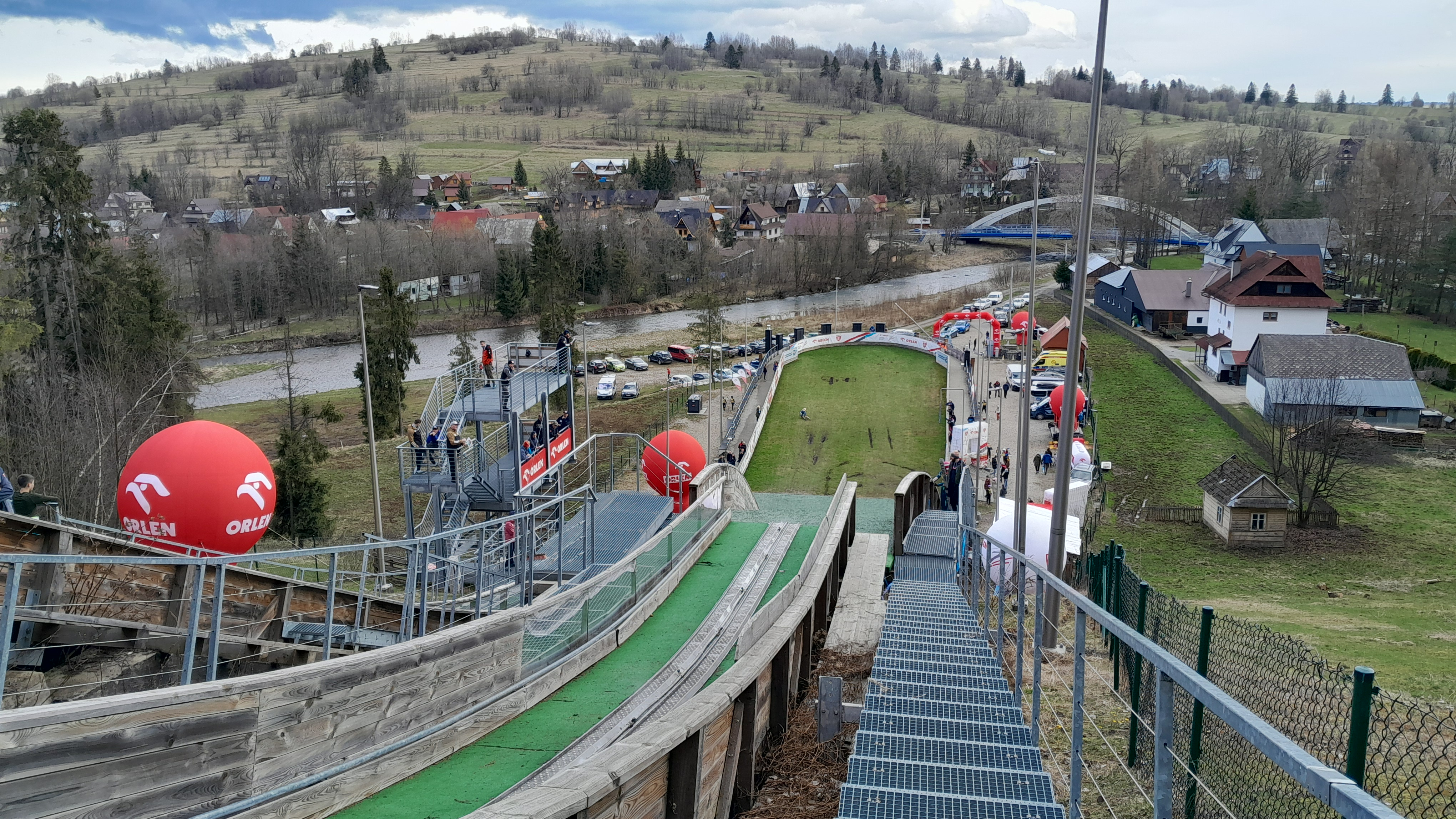
Schanze in Chochołow

Chochołów ist eine Ortschaft mit einem Schulzenamt der Gemeinde Czarny Dunajec im Powiat Nowotarski der Woiwodschaft Kleinpolen in Polen in der Region Podhale. Das Dorf liegt an der Woiwodschaftsstraße 958. Das Dorf liegt zwischen den Gebirgszügen Pogórze Gubałowskie und der Orawicko-Witowskie Wierchy ca. 7 km nordwestlich von Zakopane und 2 km nördlich von Witów. Durch den Ort fließt der Gebirgsfluss Czarny Dunajec. Die Nachbarorte sind Koniówka im Norden, Ciche im Osten, Witów im Süden. Im Westen grenzt Chochołów an die Slowakei (Suchá Hora).

## Geschichte
Die ersten Siedler kamen in der Mitte des 16. Jahrhunderts. Im Jahre 1592 wurde Bartłomiej Kluska der erste Schultheiß. Bei der Ersten Teilung Polens kam Chochołów 1772 zum habsburgerischen Königreich Galizien und Lodomerien. Dieses wurde 1804 Teil des habsburgischen Kaiserreichs. Das berühmteste Ereignis in der Geschichte des Dorfes war der Volksaufstand gegen die österreichische Verwaltung am 21. Februar 1846. Der Aufstand wurde anfänglich von etwa 30 Góralen aus Chochołów, Ciche, Dzianisz und Witów begonnen. Unter der Führung des örtlichen Lehrers, Jan Kanty Andrusikiewicz, und einer anderen immer größeren Zahl von Goralen eroberten sie unter anderem die Finanzämter in Chochołów und Witów sowie das Zollamt in Suchá Hora. Über 100 Personen wurden danach in Spielberg, Kufstein und Nowy Wiśnicz inhaftiert. 1918, nach dem Ende des Ersten Weltkriegs und dem Zusammenbruch der k.u.k. Monarchie, kam Chochołów zur  Zweiten Polnischen Republik. Nach dem deutschen Überfall auf Polen wurde der Ort von der Wehrmacht im Zweiten Weltkrieg besetzt und gehörte bis 1944 zum Generalgouvernement. Von 1975 bis 1998 gehörte Chochołów zur Woiwodschaft Nowy Sącz.

## Sehenswürdigkeiten
Im Ort befindet sich eine gemauerte neogotische Kirche des Heiligen Hyazinth von Polen aus dem 19. Jahrhundert. Die meisten anderen Gebäude sind aus Holz gebaut und stellen ein einzigartiges Ensemble der ursprünglichen Podhalanie-Architektur dar. Das Dorf wird deshalb oft als lebendiges Freilichtmuseum bezeichnet.

## Tourismus
Es geht in Chochołów ruhiger zu als in den benachbarten Skiorten Zakopane oder Kościelisko. Die touristische Infrastruktur ist gleichwohl gut ausgebaut. Im Ort beginnt ein ▬ rot markierter Wander- und Fahrradweg von Chochołów über Ostrysz, Tominów Wierch, Trzy Kopce, Gruszków Wierch, Słodyczki, Pałkówka auf die Gubałówka.

### Wintersport
Im Ort gibt es mehrere kleinere Liftanlagen.

### Thermalquellen
In Chochołów befindet sich das Thermalbad Termy Chochołowskie.

## Galerie

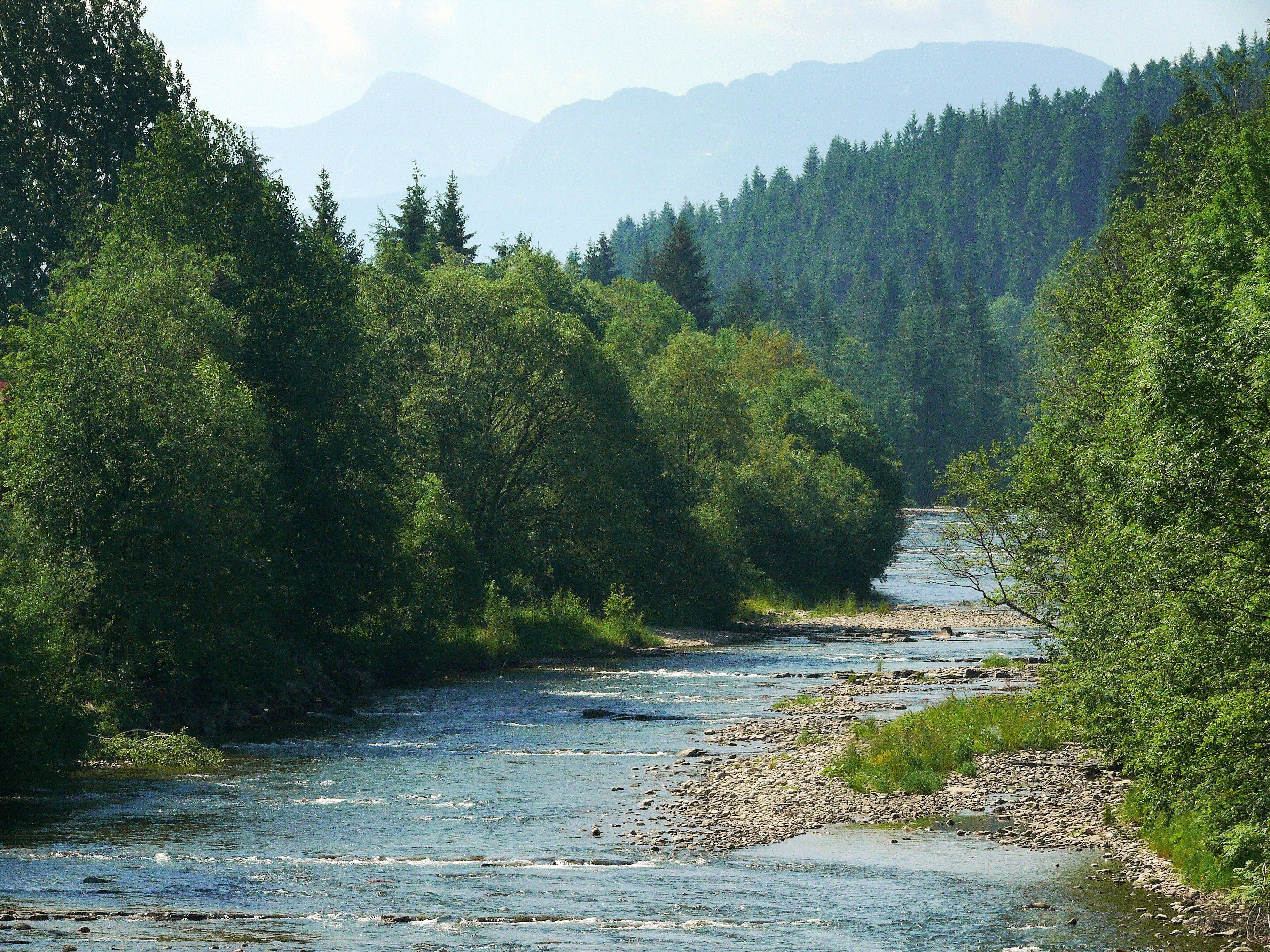
Czarny Dunajec
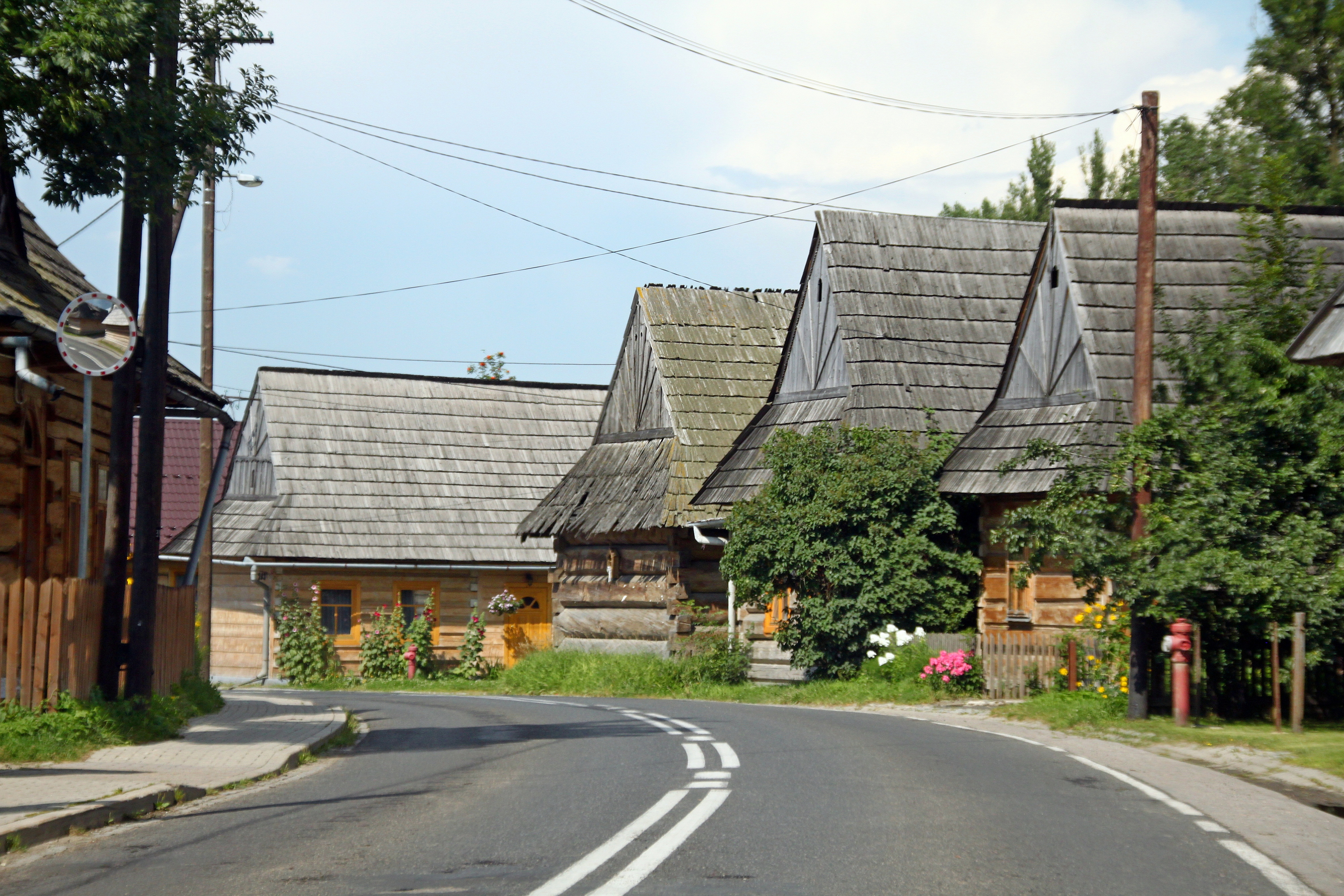
Holzarchitektur
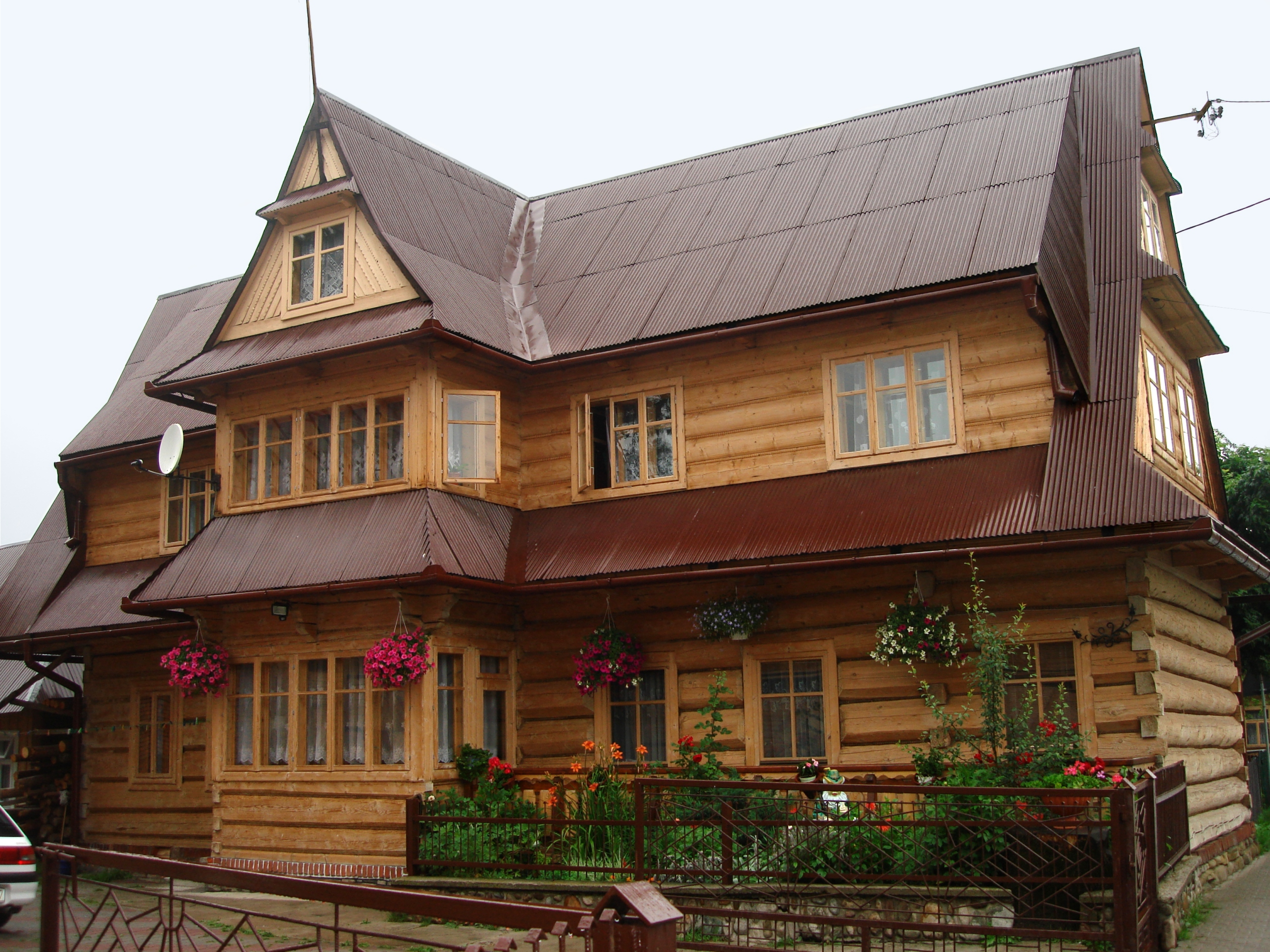
Holzarchitektur
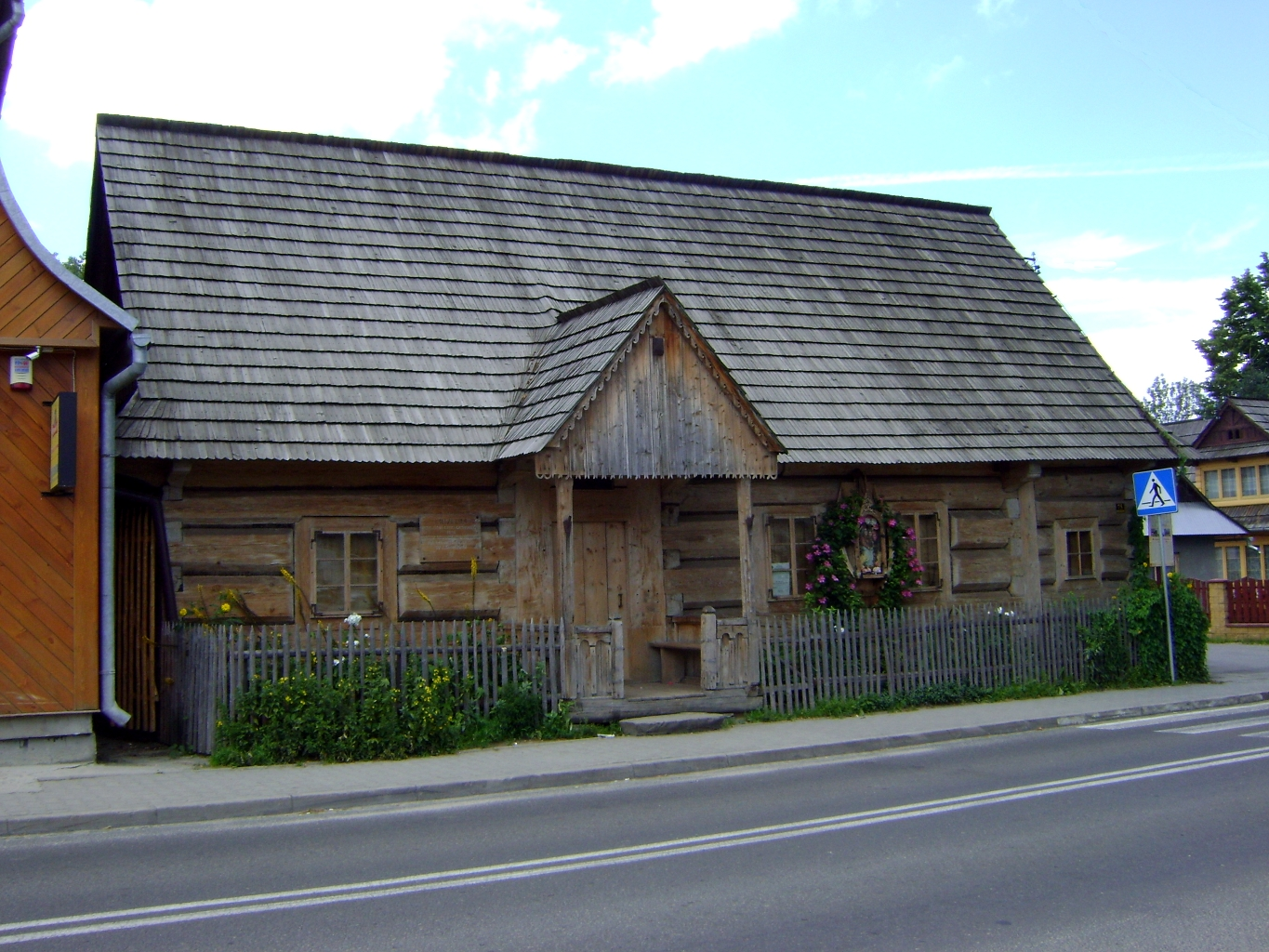
Museum des Aufstands
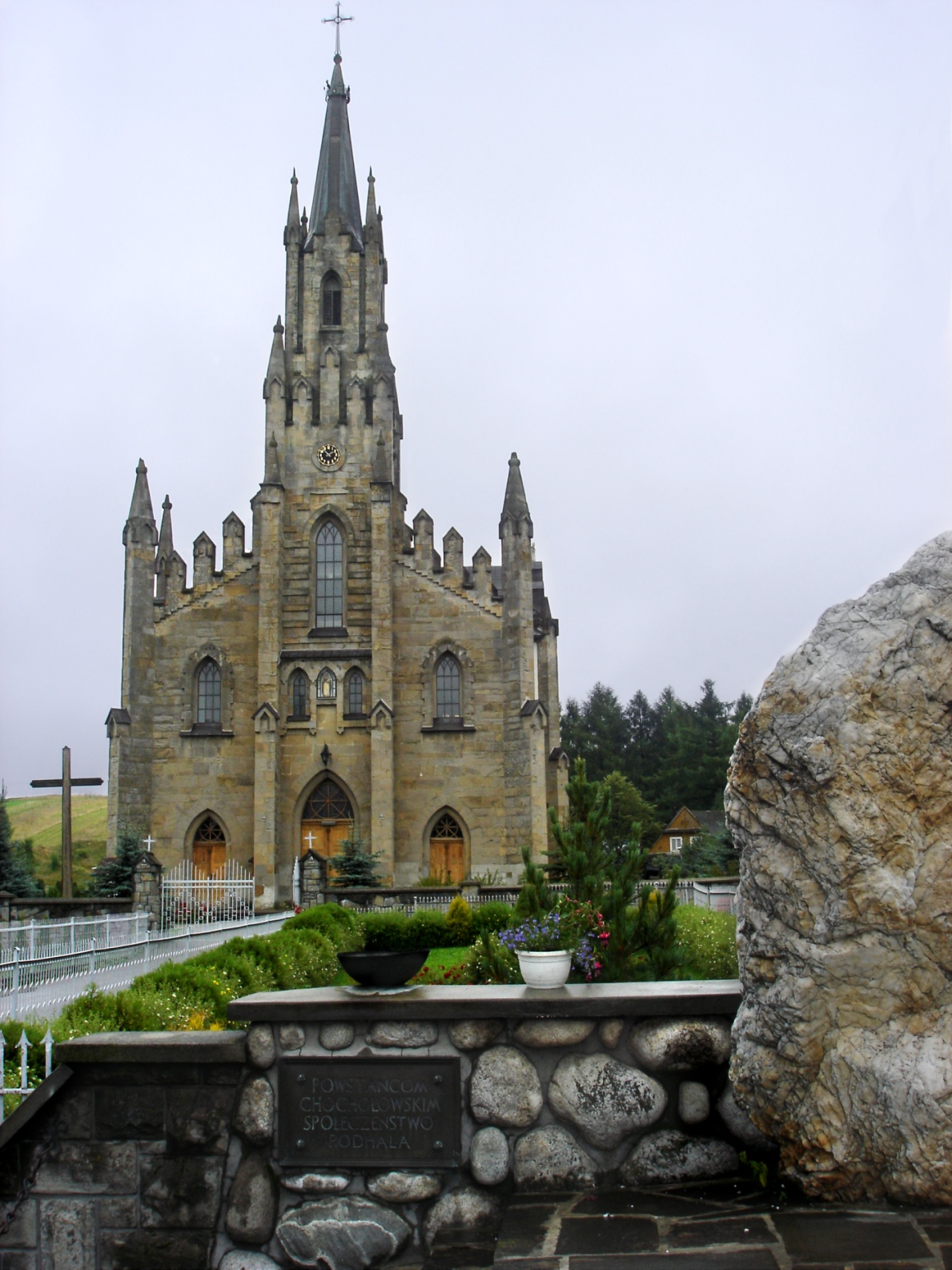
Hyazinthkirche
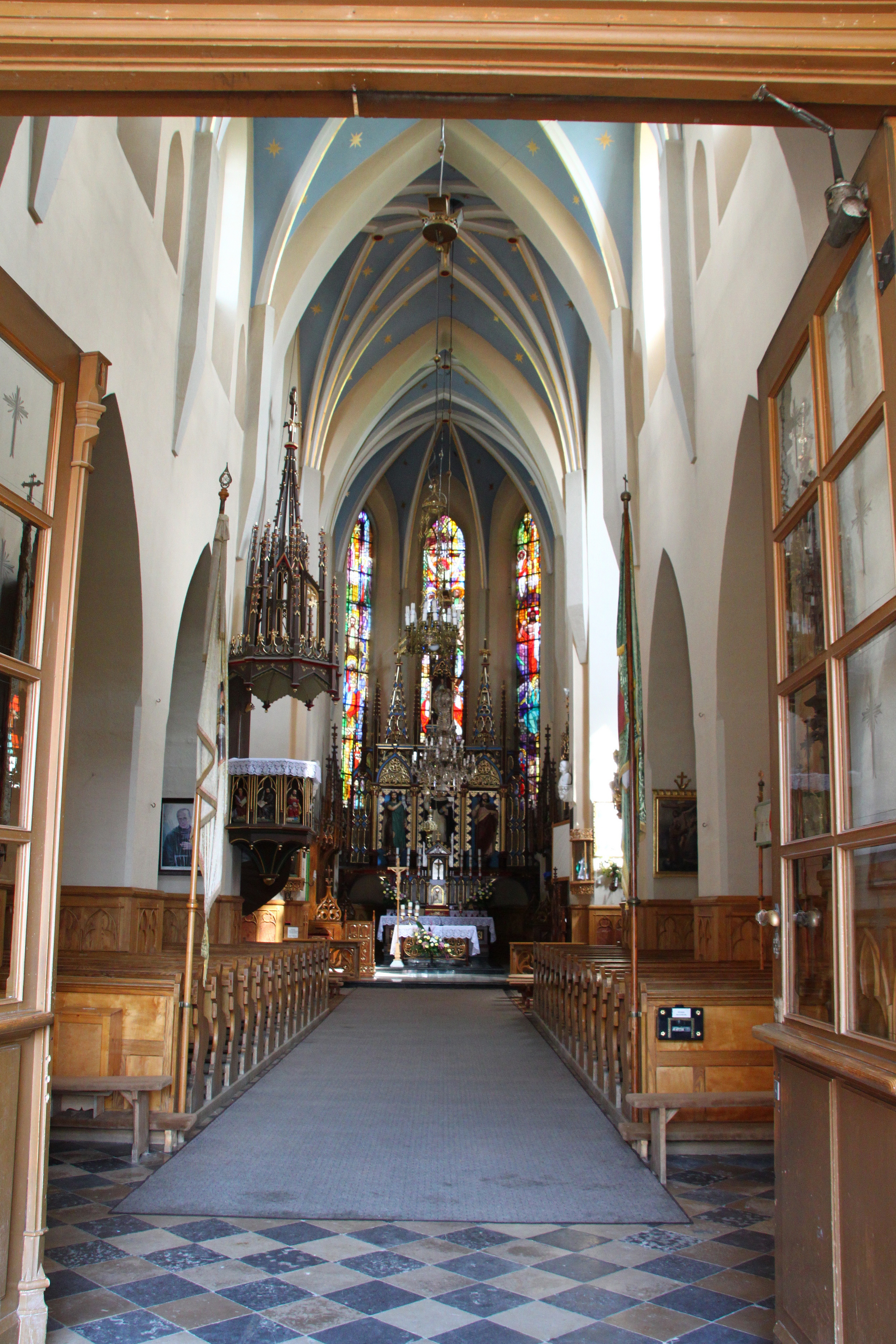
Kircheninneres

## Persönlichkeiten
- Janusz Guńka (* 1961), Nordischer Kombinierer
- Robert Mateja (* 1974), Skispringer
- Joanna Szwab (* 1997), Skispringerin